# Pera cocomerina
La pera cocomerina è una varietà italiana di pera (Pyrus communis) originaria dell’Appennino romagnolo in particolare nel comune di Verghereto nella frazione di Ville di Montecoronaro(Provincia di Forlì-Cesena). È coltivata in Emilia-Romagna e, in minor misura, nelle aree attigue di Toscana, Marche e Umbria

## Caratteristiche
Di forma ovoidale, si distingue per le piccole dimensioni (20-60 grammi), il colore verde/rosso della buccia e il colore rosato della polpa rendono la pera molto simile al cocomero, da qui il nome pera cocomerina.
Esiste in due varietà distinte sia per caratteri genetici e pomologici che botanici:
- Pera cocomerina d’inverno (o Pera cocomerina tardiva) - è la varietà tipica, con frutto piccolo e maliforme, buccia a fondo giallo con sovracolore rosso scuro per la quasi totalità della superficie e polpa molto pigmentata. Matura a fine ottobre-novembre e si consuma cruda o lavorata in confetture e marmellate.
- Pera cocomerina (precoce) - frutto doliforme breve, buccia verdastra sfumata di rosso chiaro e polpa poco pigmentata. Matura a fine agosto e si può mangiare anche cruda.

Nel 2003 è stato istituito il presidio Slow Food pera cocomerina, con l'appoggio della Comunità montana dell'Appennino Cesenate e del comune di Verghereto. Al frutto è dedicata una sagra annuale a Ville di Montecoronaro (solitamente effettuata il primo fine settimana dopo ferragosto), dove è stata riscoperta e salvata dall’estinzione.